# صراع العشاق (فلم)
صراع العشاق هو فيلم دراما مصري من إخراج يحيى العلمي  وبطولة سهير رمزي، حسين فهمي، شكري سرحان وحمدي غيث، صدر الفيلم في 25 مايو 1981.

## نبذة
تدور أحداث الفيلم حول سلمى التي تلجأ إلى عمها الثري سليم النجعاوي لتعيش معه بعد أن قام أبوها بقتل أمها الغازية لخيانتها له ودخوله السجن، يسيء سليم معاملة سلمى بسبب خلاف قديم نشب بينه وبين والدها، يرحب ابنه الأكبر محسن بها وتبادله نفس المشاعر، بينما أخوه الأصغر عباس فهو يطمع في سلمى.

## طاقم العمل
- سهير رمزي بدور سلمى
- حسين فهمي بدور عباس النجعاوي
- شكري سرحان بدور محسن النجعاوي
- حمدي عيث بدور سليم النجعاوي
- زهرة العلا بدور عنايات - زوجة سليم
- حسن مصطفى بدور محروس - مدرس اللغة العربية
- نعيمة الصغير بدور نظيرة - العالمة
- ميمي جمال بدور ستيلا - زوجة بنايوتي
- أديب الطرابلسي بدور بنايوتي
- محمود المليجي

## وصلات خارجية
- مقالات تستعمل روابط فنية بلا صلة مع ويكي بيانات